# Кућа од воска (филм из 2005)
Кућа од воска (енгл. House of Wax) је америчко-аустралијски слешер хорор филм из 2005. године, режисера Ђаума Коле−Сере, са Елишом Катберт, Чедом Мајклом Маријем, Парис Хилтон и Џаредом Падалеким у главним улогама. Представља лабав римејк истоименог филма из 1953, који је и сам римејк филма Мистерија музеја воштаних фигура из 1933.
Филм је премијерно приказан у априлу 2005, на Трајбека филмском фестивалу. Продуценти филма, Џоел Силвер и Роберт Земекис, и раније су радили на бројним хорор филмовима као што су Предатор и Духови прошлости, док је од глумачке поставе Џон Ејбрамс стекао славу улогом Бобија Принца у хорор пародији Мрак филм.
Добио је помешане критике, далеко боље од публике него од критичара. Као високобуџетни филм, очекивано је остварио високу зараду од преко 70 милиона долара и постао један од хорор филмова са највећом зарадом у години.
По избору тинејџера, филм је изабран за најбољи хорор филм године, а Чед Мајкл Мари за најбољег главног глумца. Парис Хилтон је добила Златну малину за најгору споредну глумицу године и била номинована на МТВ филмским наградама за најстрашнију сцену.

## Радња
Карли Џоунс заједно са својим дечком Вејдом, братом Ником, најбољом другарицом Пејџ, Пејџиним дечком Блејком и Никовим другом Далтоном, одлази на путовање у Луизијану, на фудбалску утакмицу. Одлучују се да ноћ проведу на отвореном пољу у близини шуме из које их посматра мистериозни странац у камионету. Наредног јутра, Вејд открива да им је ауто покварен, па се он и Карли упућују до оближњег града како би пронашли помоћ.
Док једно по једно од њених пријатеља постају жртве серијских убица, Карли долази до шокантног сазнања да су сви становници града убијени и претворени у воштане фигуре. Након што и Вејд бива претворен у воштану фигуру, Карлина једина нада остаје њен брат, Ник, са којим већ годинама има затегнуте односе...

## Улоге
| Глумац          | Улога                |
| --------------- | -------------------- |
| Елиша Катберт   | Карли Џоунс          |
| Чед Мајкл Мари  | Ник Џоунс            |
| Брајан ван Холт | Бо и Винсент Синклер |
| Парис Хилтон    | Пејџ Едвардс         |
| Џаред Падалеки  | Вејд Фелтон          |
| Џон Ејбрамс     | Долтон Чапман        |
| Роберт Ричард   | Блејк Џонсон         |
| Дејмон Хериман  | Лестер Синклер       |
| Енди Андерсон   | шериф                |
| Драгица Деберт  | Труди Синклер        |
| Мари Смит       | др Виктор Синклер    |
| Ема Ланг        | Џенифер              |